# Movimiento Papúa Libre

Bandera del movimiento.

El Movimiento Papúa Libre (en indonesio: Organisasi Papua Merdeka, abreviado OPM; en inglés: Free West Papua Movement) es una organización separatista fundada en 1965 que reclama la independencia de Papúa Occidental de Indonesia. El territorio es administrado por Indonesia como las provincias de Papúa y Papúa Occidental. Desde su creación el OPM ha intentado establecer diálogos diplomáticos. Pero con la condición de llevar en cada reunión la bandera de Papúa Occidental (considerado un acto ilegal bajo las leyes indonesias) en cada acto militar.
La organización y el movimiento para la independencia de Papúa Occidental no es apoyado por la mayoría de inmigrantes javaneses, traídos por la política de transmigraciones del gobierno indonesio. Sin embargo cuenta con la simpatía y el apoyo de variedad de indígenas papuanos que se consideran a ellos mismos como ajenos a cualquier vínculo indonesio austronesio. De acuerdo a los simpatizantes del OPM, la administración indonesia en Papúa Occidental es una ocupación militar.

El Movimiento Papúa Libre (por sus siglas OPM) no es una organización revolucionaria perversa como la mayoría piensa….disidentes del gobierno virtualmente no tiene ningún conflicto con demás partes, no reciben asistencia externa o dirección y son prácticamente incapaces de desarrollar una insurrección generalizada en contra del gran régimen militar indonesio en Irian Occidental…
Francis Joseph Galbraith, Embajador de los Estados Unidos. Junio 1969.